# Hypnum africanum
Hypnum africanum là một loài Rêu trong họ Hypnaceae. Loài này được (P. de la Varde) Ochyra mô tả khoa học đầu tiên năm 1982.